# Myrta Silva
Myrta Blanca Silva Oliveros (Arecibo; 11 de septiembre de 1923 - Arecibo; 2 de diciembre de 1987), conocida popularmente como Myrta Silva o La Gorda de Oro, fue una cantautora y actriz puertorriqueña.

## Biografía
A lo largo de su vida profesional, Myrta se desempeñó como músico, cantante, compositora, comentarista, animadora y productora televisiva. Como cantante, con su peculiar estilo de interpretación, se presentó como mujer polifacética e independiente, algo no muy común para esa época.
A los diez años, realizó su primera presentación en un teatro local de Arecibo. Durante la década de 1930, siendo aún adolescente, viajó junto con su familia a Nueva York y trabajó en producciones musicales en los teatros hispanos locales y en las radiodifusoras. Su talento llamó la atención de los productores RCA Victor, empresa con la que firmó un contrato. 
En 1939, contactó al compositor puertorriqueño Rafael Hernández  quien cautivado por su voz, la integró a su conjunto, el Grupo Victoria. Con este grupo, Myrta viajó por Puerto Rico y otros países de América Latina y ese mismo año le ofrecieron un contrato para presentarse en La Habana, Cuba. Para inicios de 1940, dejó el Grupo Victoria y trabajó con las orquestas de Moncho Usera y Armando Castro. Sus presentaciones en el Club Playa El Escambrón la consagraron en el gusto del público y la convirtieron en un fenómeno de ventas, entre los años 1947 y 1949. 
Myrta realizó una labor también como percusionista, ejecutando la tumbadora, bongó, maracas, claves y timbales, estando certificada como la primera mujer timbalera en la Unión de Músicos de los Estados Unidos. 
A partir del año 1941, comenzó su labor como compositora, escribiendo temas como "Que sabes Tú", "Cuando Vuelvas", "Fácil de Recordar" y "En mi Soledad", entre otros. Muchas de sus inspiraciones fueron grabadas por cantantes de la talla de Ruth Fernández, Olga Guillot y Daniel Santos. Su canción "Chencha la Gambá", la consagró como compositora a nivel internacional. 
Su popularidad trascendió el ambiente de Puerto Rico y de la comunidad hispana en Nueva York y se presentó en países como México, Panamá, República Dominicana, Venezuela y Perú. En 1949, durante su tercera visita a Cuba, participó junto a la Sonora Matancera en el popular show radial de CMQ Radio ((Cascabeles Candado)). Contrario a lo que se ha dicho, nunca fue cantante de plantilla en este grupo, solamente se hacía acompañar por este en este tipo de programas al haber sido contratada por el poderoso circuito CMQ. Su salida del show ((Cascabeles Candado)) propició que se uniera al grupo otra valiosa cantante femenina: Celia Cruz.
Myrta Silva fue proclamada por esa época como la artista extranjera más popular de la isla. Con el conjunto quedaron registradas tan solo cuatro grabaciones para el sello Cafamo Records: "Que Corto es el Amor", "Suelta ese Paquetón", "Loca" y "Sangongo". 
1952 fue su último año con la Sonora Matancera, que en ese entonces ya grababa para el sello Seeco Records, esto permitió que esta casa disquera obtuviera licencia de Cafamo, y el 20 de abril de 1952 Seeco Records publicó dos de ellos: "Que Corto es el Amor" y "Suelta ese Paquetón".
Habiendo logrado una buena posición económica, abandonó la Sonora y construyó una mansión en su natal Puerto Rico. Fue con la salida de Silva que la cubana Celia Cruz, a la sazón cantante de tangos, pasó a formar parte de la legendaria orquesta.
En 1956 y desde Nueva York, trabaja en el programa televisivo "Una Hora Contigo". Al cabo de varios años frente a este programa viaja nuevamente a su país de origen, como anfitriona del programa y bajo su personaje Madame Chencha. Una disputa con la cadena televisiva hizo que Myrta regresara a Nueva York, donde produjo el programa televisivo  "Radio TV Mirror", premiado como el mejor programa de variedades de la ciudad de Nueva York. 
A principio de la década del sesenta, la nostalgia de estar lejos de su tierra natal la inspiró en composiciones de canciones como "Puerto Rico del Alma", "Que sabes Tú", "Tengo que Acostumbrarme", "Fin de un Amor", "Aunque se oponga el Mundo" y "Yo quiero volverme a Enamorar". Silva salpicó algunas de sus canciones con sentimientos nacionalistas que le ganaron adeptos y enemigos en un ambiente isleño político caldeado por el colonialismo. En otras ocasiones, sus posturas resultaron controversiales, como en el caso de su canción "Este es mi País", donde hizo gala de su nacionalidad puertorriqueña frente a la incipiente migración de extranjeros a la isla caribeña.
Su trabajo como compositora continuó en la década de los 70, con canciones como "No te vayas de mi vida" y "Sabes una cosa cariño", popularizada en 1971 por Evelyn Souffront. Ese mismo año, Myrta regresó a la televisión en Puerto Rico de nuevo con el programa "Una Hora Contigo". A finales de la década transmitió un espectáculo dedicado a la música y artistas de Puerto Rico.

## Últimos años
A lo largo de su carrera, Myrta, colaboró con algunos de los mejores artistas de la época y su obra tuvo un gran impacto sobre la música de Puerto Rico. Sus años finales fueron matizados por una candente controversia familiar relacionada con su cuidado en momentos en que sufría de la enfermedad del alzheimer. El 2 de diciembre de 1987 falleció por quemaduras de tercer grado causadas por agua caliente. Su herencia fue disputada entre varios miembros de su familia y generó una controversia en torno a su incapacidad mental para designar herederos.